# Marasmiellus hapuuarum
Marasmiellus hapuuarum és una espècie de fong agarical de la família de les omfalotàcies (Omphalotaceae). Formalment descrit al 2011, només es troba als boscos muntanyosos humits de Hawaii, on creix damunt vells exemplars de plantes hāpuʻu. El fong produeix petits cossos fructífers rosa brillant de fins a 0,6 cm de diàmetre, amb làmines fines i primes.

## Taxonomia
L'espècie va ser primer formalment descrita pels micòlegs Dennis Desjardin i Don Hemmes al 2011, a la revista Mycologia. Va aparèixer anteriorment a la seva literatura sota el nom provisional Marasmiellus hapuuae al llibre Mushrooms of Hawaii (2002). El material d'holotip va ser recollit per Desjardin el gener de 1996 en el Kamakou Forest Preserve a l'illa de Molokaʻi. L'epítet específic hapuuarum es refereix a la falguera arborescent hāpuʻu, sobre la qual el fong creix.

## Descripció
El capell és inicialment convex abans, però pateix un aplanament a mesura que madura. Arriba a diàmetres de 0,2-0,6 cm (0,08-0,24 polzades). La superfície del capell és seca, estriada o semiestriada, i presenta una textura sedosa. Les gammes de color de brillant a blanc taronja pàl·lid o rosa brillant, tot i que el color es pot destenyir a gairebé blanc dins la maduresa. La carn és prima (menys de 1 mm) i de color brillant. Les làmines es troben molt espaiades, amb 1 o 2 sèries de lamèl·lules interposades entre 4 i 8 làmines. El peu es troba inicialment centrat, però mentre envelleix esdevé excèntric a gairebé lateral. És cilíndric, més o menys igual d'amplada que de longitud, i farinós (amb una pols blanquinosa a la seva superfície), mesurant 1–2 mm de llarg per 0.1–0.2 mm de gruixut. La base del peu té un disc petit amb un miceli de color crema. No té gust o olfacte distintiu.
Les espora són blanques. Les parets espores són primes, el·lipsoides amb un hil prominent, llis, hialí (translúcid), i mesura 8–10 per 4.2–4.8 μm. El basidiòfor (cèl·lules que aguanten l'espora) són piramidals, hialines i subjecten de 1 a 4 espores. Mesuren 20-24 μm de llarg per 7-8 μm de gruix.

## Hàbitat i distribució
Marasmiellus hapuuarum és endèmic de Hawaii, en les illes de Hawai'i, Maui, i Moloka'i. Creix escampat o en grups damunt tiges velles i frondes de l'espècie de falguera d'arbre tropical Cibotium, els quals són endèmics de boscos humits.